# Francesca Dallapè
Francesca Dallapè (Trento, 24 de junio de 1986) es una deportista italiana que compitió en saltos de trampolín.
Participó en tres Juegos Olímpicos de Verano, obteniendo una medalla de plata en Río de Janeiro 2016, en la prueba sincronizada (junto con Tania Cagnotto), el sexto lugar en Pekín 2008 y el cuarto en Londres 2012, en la misma prueba.
Ganó dos medallas de plata en el Campeonato Mundial de Natación, en los años 2009 y 2013, y ocho medallas de oro en el Campeonato Europeo de Natación entre los años 2009 y 2016.

## Palmarés internacional
| Juegos Olímpicos   | Juegos Olímpicos         | Juegos Olímpicos | Juegos Olímpicos     |
| Año                | Lugar                    | Medalla          | Prueba               |
| ------------------ | ------------------------ | ---------------- | -------------------- |
| 2016               | Río de Janeiro (Brasil)  | Medalla de plata | Trampolín 3 m sincro |
| Campeonato Mundial |                          |                  |                      |
| Año                | Lugar                    | Medalla          | Prueba               |
| 2009               | Roma (Italia)            | Medalla de plata | Trampolín 3 m sincro |
| 2013               | Barcelona (España)       | Medalla de plata | Trampolín 3 m sincro |
| Campeonato Europeo |                          |                  |                      |
| Año                | Lugar                    | Medalla          | Prueba               |
| 2009               | Turín (Italia)           | Medalla de oro   | Trampolín 3 m sincro |
| 2010               | Budapest (Hungría)       | Medalla de oro   | Trampolín 3 m sincro |
| 2011               | Turín (Italia)           | Medalla de oro   | Trampolín 3 m sincro |
| 2012               | Eindhoven (Países Bajos) | Medalla de oro   | Trampolín 3 m sincro |
| 2013               | Rostock (Alemania)       | Medalla de oro   | Trampolín 3 m sincro |
| 2014               | Berlín (Alemania)        | Medalla de oro   | Trampolín 3 m sincro |
| 2015               | Rostock (Alemania)       | Medalla de oro   | Trampolín 3 m sincro |
| 2016               | Londres (Reino Unido)    | Medalla de oro   | Trampolín 3 m sincro |